# Bamena
 (juillet 2024).
Bamena est un village, chef-lieu de groupement de la commune de Bangangté, région de l'Ouest du Cameroun. Il est le siège de l'une des treize chefferies traditionnelles Bamiléké du département du Ndé. 

## Localisation et Démographie
Bamena est un village situé dans l'Ouest du Cameroun, au sein du département du Ndé. Comptant environ 24 452 habitants en 2013, Bamena est implanté à environ 10 km de Bangangté, sur la route nationale reliant Bangangté, à Bafang, chef-lieu du département du Haut-Nkam.

## Historique
L'histoire de Bamena est riche et variée, marquée par plusieurs hypothèses sur ses origines. 

### Une Création de Deux Jumeaux
Selon Nji Ouaffeu Ngongang André, les villages de Bamena et Bangoulap ont été fondés par deux frères jumeaux, Ouandmegni pour Bamena et Nzouémi pour Bangoulap. Leur frère aîné, quant à lui, a fondé Baloumgou, situé dans l'arrondissement de Bangou. Ces trois frères étaient originaires de Baloum, un village de Penka-Michel (Lep-Kiep en langue Bamena).
Contrairement aux pratiques courantes dans le Ndé, où le nom du chef fondateur d'un village est indélébile, le nom du fondateur de Bamena a disparu et a été remplacé par celui de Tchaptchop, une statuette symbolisant Ouandmegni. L'auteur de l'article établit également la liste des chefs de Bamena dans un tableau retraçant la lignée des Rois et des Reines mères (Mèh Feuh).

#### Remarques sur l'Histoire
Il est important de ne pas confondre l'histoire du premier chef avec celle de la fondation du village. Bien que Ouandmegni ait été le premier chef, il ne serait pas le fondateur de Bamena, comme cela sera expliqué ultérieurement. En outre, les noms Ouandmegni (Ouandji megni) et Nzouémi sont respectivement en langues Bamena et Medumba, suggérant que leurs parents étaient originaires de Bamena ou du département du Ndé.

### Une Propriété de Quatre Notables
Certaines sources indiquent que Bamena, autrefois une vaste étendue dominée par la savane et la forêt, était habitée par quatre chefs de famille : Zawang, Zacheu, Zafeng, et Zossougang. Attirés par le gibier abondant, ils s'y étaient installés et avaient divisé le territoire entre eux. Plus tard, un groupe de chasseurs de Lep-Kiep, dirigé par Tchaptchop, les a rejoints et s'est installé à Touh-Nah, donnant naissance au premier chef de Bamena.

### Usurpation du Pouvoir par Tchaptchop
Des investigations supplémentaires révèlent qu'au XIIIe siècle, Bamena était habitée par une faible population, dominée par trois individus : Zafang, Zafeng, et Zossougang, dont les origines sont imprécises. Les trois résidents, vivant en harmonie, avaient nommé leur village "Lah Meno" signifiant "le village où l'on trouve du gros gibier". Tchaptchop, un étranger ambitieux, a introduit une nouvelle hiérarchie et est devenu le chef en usurpant le pouvoir, marquant ainsi un tournant dans l'histoire de Bamena.

### Chefferie Actuelle
Le chef actuel de Bamena est Sa Majesté NJOUKWE Alexandre, qui règne depuis le 9 juillet 1995. La chefferie de Bamena comprend une chefferie principale et six "chefferies de quartier", chacune administrée par des chefs désignés par le chef supérieur. 

## Fête de la Chèvre - Bamena, "voleurs de chèvres"
L'origine du surnom des Bamena, "voleurs de chèvres", remonte à un événement historique significatif durant une période de famine. Les dignitaires et les chasseurs du village furent chargés de procurer de la viande à la population affamée. Blingoun Njonvueup se distingua en capturant une chèvre à proximité et en la présentant comme du gibier, ce qui lui permit de devenir le Chef Supérieur Bamena avant le retour des autres. 
Cette astuce lui valut le titre de "Chef Voleur de Chèvres", une appellation qui a perduré au fil du temps et qui donne son ton à l'identité humoristique du village. Aujourd'hui, la "Fête de la Chèvre" est un événement annuel célébré pour honorer cette légende locale et promouvoir le développement du village. Les festivités comprennent des foires d'exposition, des projections cinématographiques, des représentations théâtrales, des activités sportives ainsi qu'un concours de la plus belle chèvre.

## Géographie
Le village est limité par les villages de Bangoua au nord, Bangou à l'ouest, Bangangte à l'est, et Balengou et Batchingou au sud. A la base d'un triangle de routes reliant des villes importantes de la région des Hauts-Plateaux, Bamena est situé à environ 35 km de Bandjoun et 45 km de Bafoussam. 
| Bangou     | Bangou   | Bangoua   |
| Batchingou | Bamena   | Bangangté |
| Batchingou | Balengou | Balengou  |

Sous l'angle des découpages administratifs, Baména est limité par les villages :
- Bangoua au Nord
- Bangou à l'Ouest
- Bangangte à l'Est
- Balengou et Batchingou au Sud

### Topographie
- L’exploitation du sol associe l’agriculture et l’élevage du petit bétail.
- Les sommets les plus importants de Bamena se trouvent à Lah' Ngweuh : 1,425 mètres et Fetap : 1,513 mètres. Selon peakery.com[2],[3], il serait les 79e et 69e sommets du Cameroun. Le flanc du mont Batcha / Batchingou est visible depuis Bamena.
- Pozou (Bamena) a un relief un peu plat bien qu'on y trouve quelques collines dont l'altitude moyenne est de 1 400 m.
- La vaste plaine de "Houlap" est le lieu favorable aux cultures motorisées de choux et des condiments verts. C’est un bassin saisonnier, car le maraîchage ne s’y fait que pendant la saison des pluies. Mais il reste non exploité.
- Les rivières de Tchouplan (Houlap), de Mbangwe - Lagwe (Diegnou) arrosent le village tout entier.

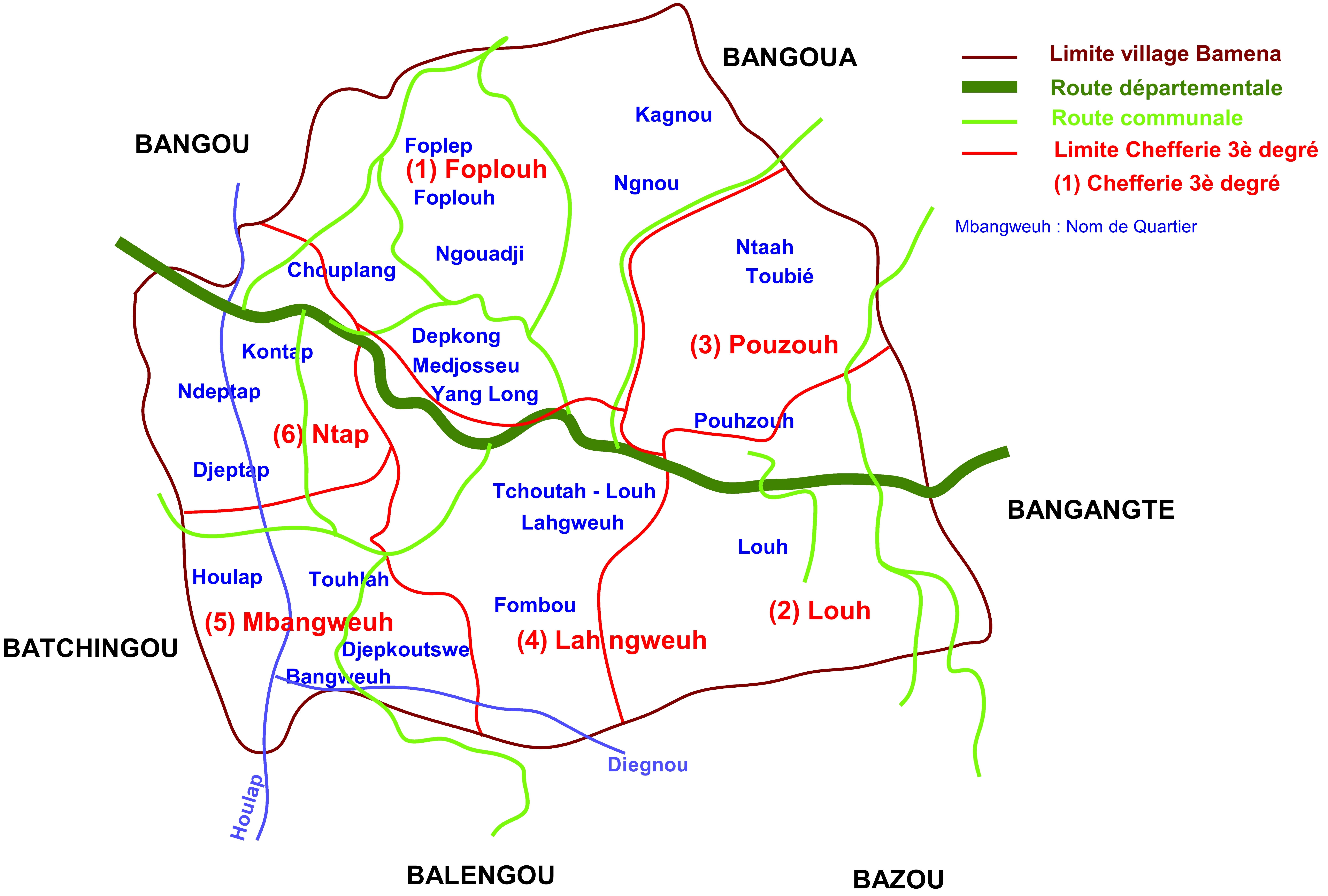
Découpage administratif de Bamena.

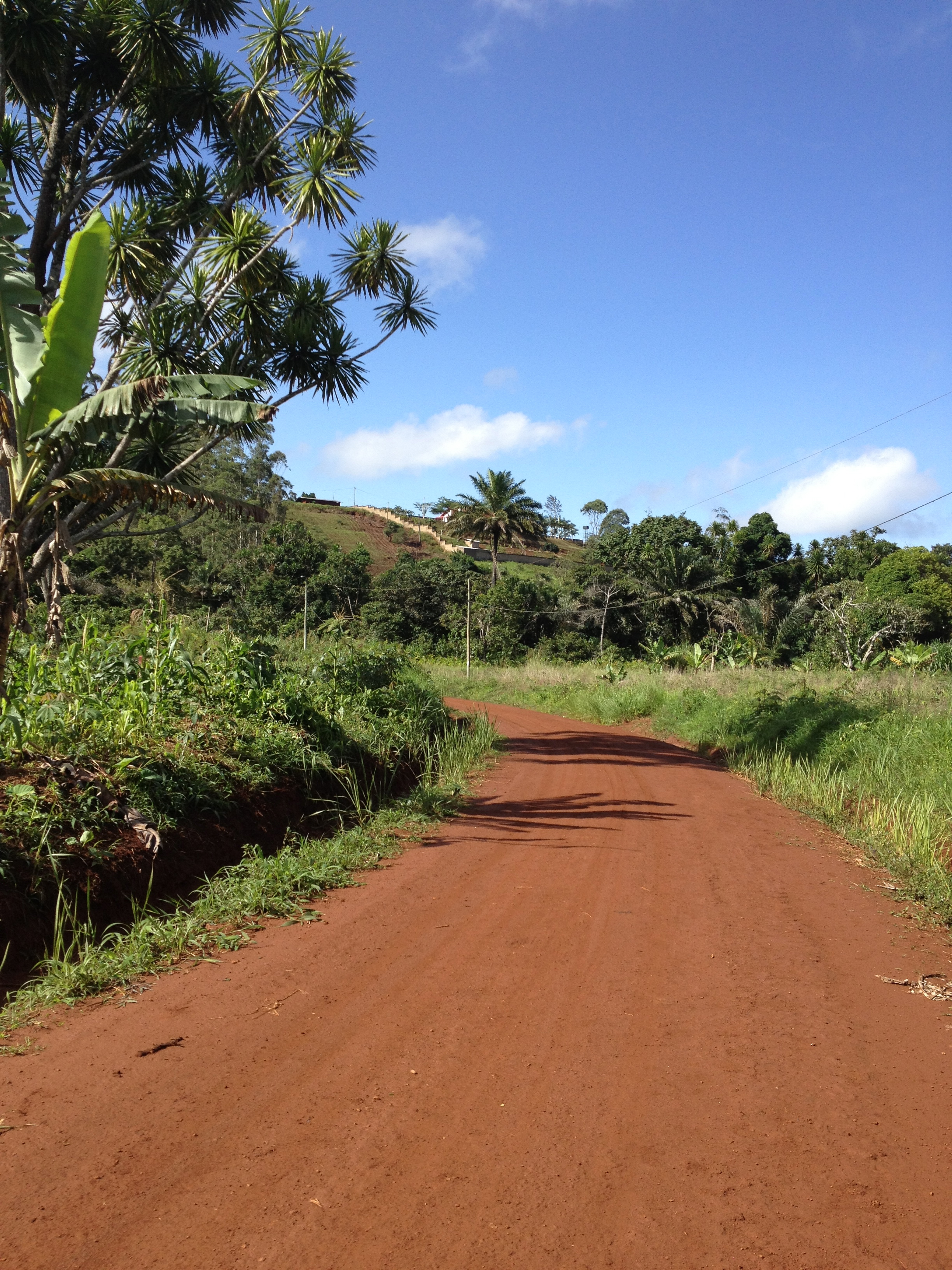
Route communale.

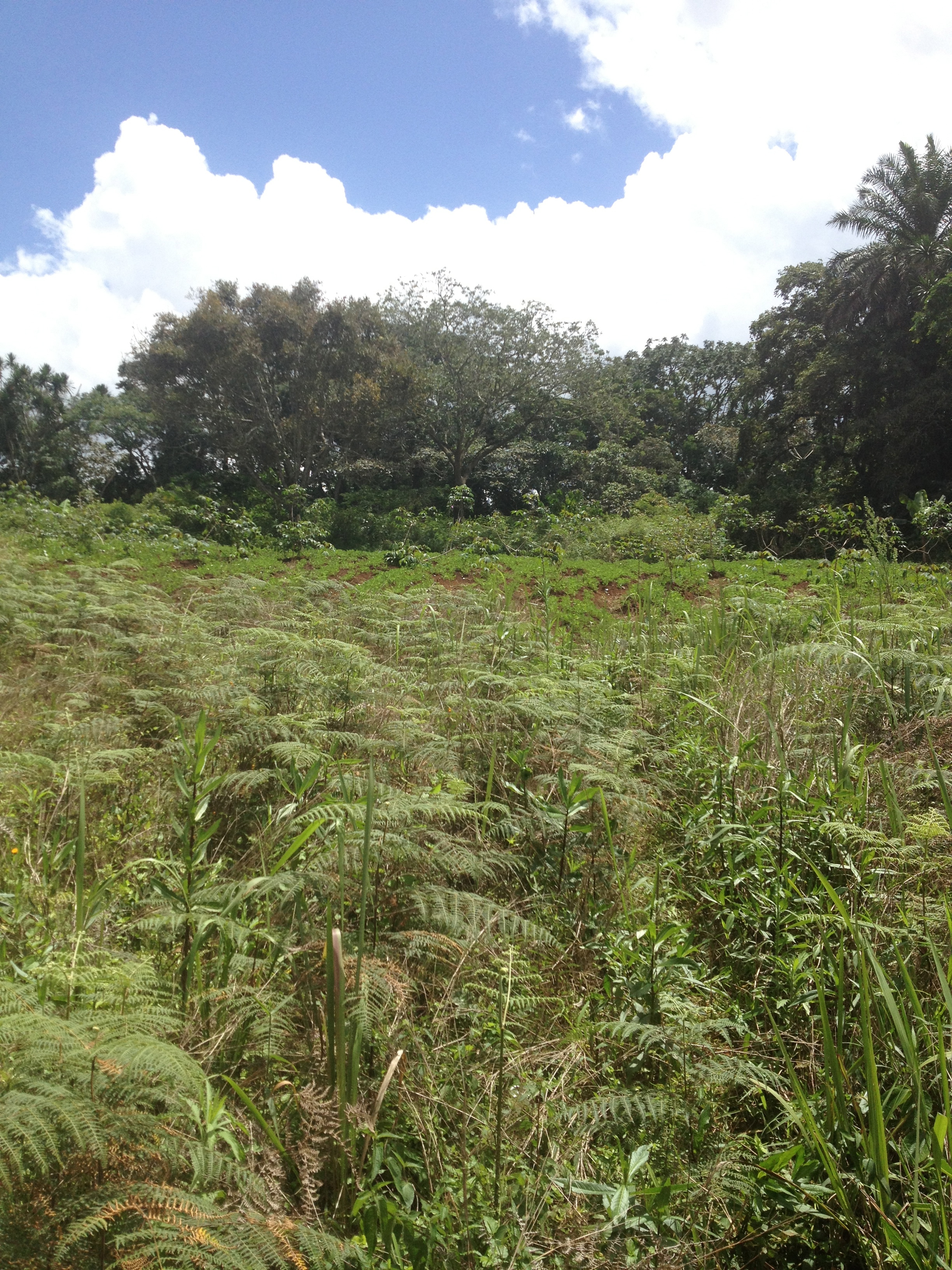
Une vue de Bamena.

### Climat
Le climat de Bamena est celui qu'on rencontre sur tous les hauts plateaux de l’Ouest Cameroun;
malgré quelque singularités, il se classe bien dans le type Cameroun d'altitude avec ses 2 saisons.
- La saison sèche (3 mois) va de décembre à février.
- La saison de pluies (9 mois) va de mars à novembre.

Pluies & ensoleillement:
Il est doux le matin et le soir, accablant en mi-journée; cependant en saison de pluie on note des jours sans soleil où le ciel reste entièrement couvert faisant ainsi apparaître le brouillard qui entrave la circulation.
Il faut signaler que l'an 1983 a été exceptionnel car la saison sèche s'est prolongée jusqu'en mi-avril à Pozou (Bamena)[réf. nécessaire]. Bien que le département du Ndé n'ait pas de station météorologique, le poste agricole de Bamena possède un pluviomètre depuis mars 1965. 
| Mois                | jan. | fév. | mars | avril | mai   | juin  | jui.  | août | sep.  | oct.  | nov. | déc. | année   |
| ------------------- | ---- | ---- | ---- | ----- | ----- | ----- | ----- | ---- | ----- | ----- | ---- | ---- | ------- |
| Précipitations (mm) | 2,8  | 19,6 | 77,9 | 140,1 | 152,4 | 123,2 | 138,8 | 201  | 260,2 | 252,4 | 46,8 | 4,2  | 1 419,4 |

## Population
La population du village et de son groupement est relevé selon diverses sources en 1967, 1982, 1992, 2005 et 2013.
| 1967  | 1982  | 1992  | 2005  | 2013   |
| ----- | ----- | ----- | ----- | ------ |
| 5 527 | 3 970 | 3 551 | 4 448 | 24 452 |

### Importante diaspora
Beaucoup (la majorité ?) de Bamena (chiffres et estimations non connues) sont installés dans des grandes villes (Douala, Yaoundé…) où ils sont étudiants, travailleurs… Certains s'investissent au village en y construisant une maison. D'autres reviennent en vacances pour se reposer, visiter, saluer ou encore en week-end enterrer des proches.
Ces dernières années, la diaspora Bamena s'est illustrée par des projets de développement réalisés au village.
Citons :
- Les associations des étudiants Bamena de Douala, Yaoundé…
- Les associations Bamena de France, de Belgique…

## Villages
Le groupement de Baména est constitué de six villages selon le compte administratif de 2013 : Louh, Faplouh (Bagnou), Poozou, Bangweu, Tchouplang, Langweu. 

## Éducation, sport et santé

### Éducation

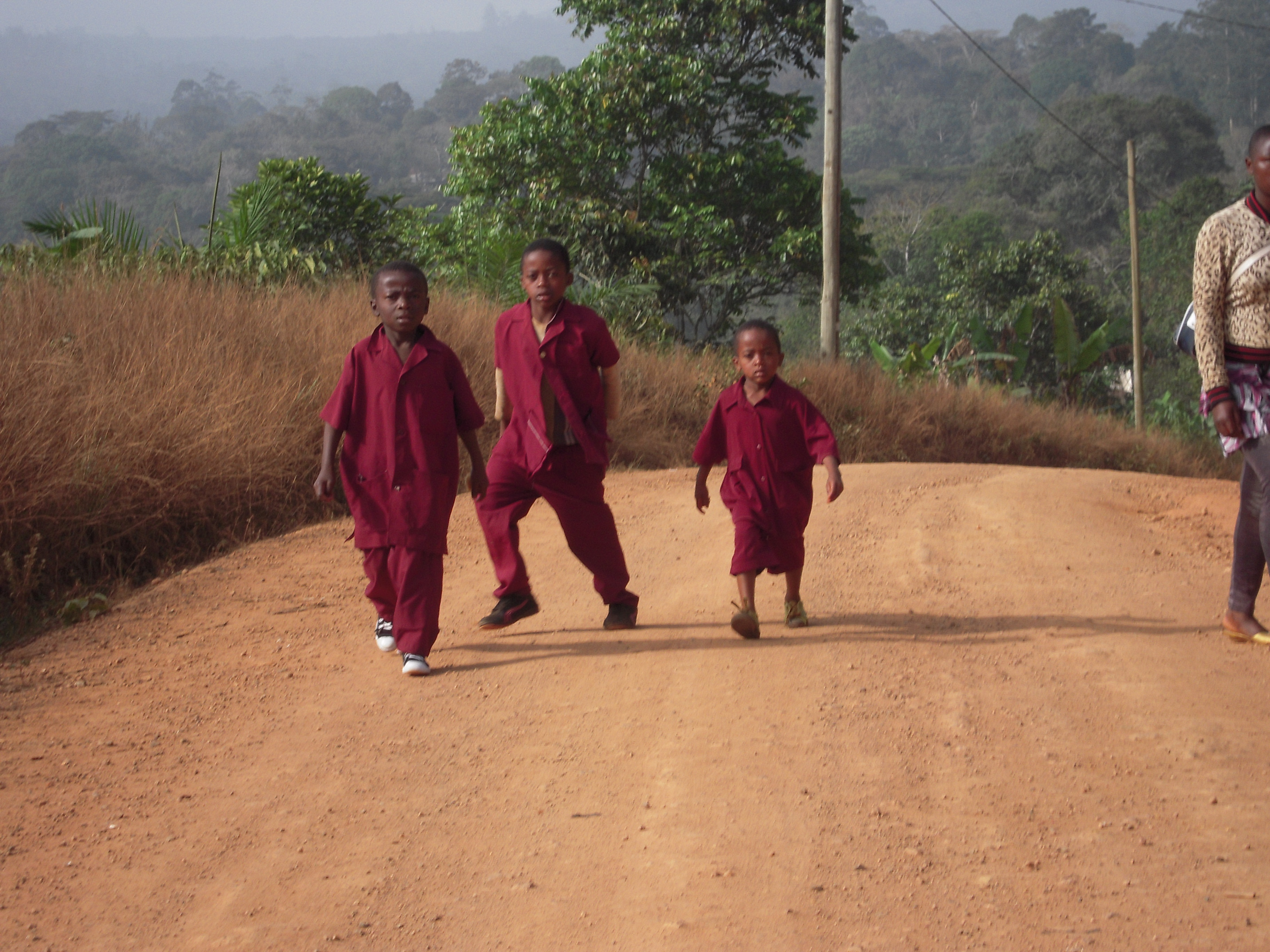
Écoliers Bamena.

La présence de plusieurs établissements scolaires réduit l'exode.
Les élites et parents Bamena participent - comme dans le reste du pays - à la création, à la construction des bâtiments et à l'équipement des établissements. Bien qu'encore sous équipées, c'est une habitude que les écoles soient fréquentées par un grand nombre d'écoliers.
| ----                 | 2009                 | 2010                  | 2011                | 2012                 | 2013                 |
| -------------------- | -------------------- | --------------------- | ------------------- | -------------------- | -------------------- |
| ---e / --- (--, --%) | ---e / --- (--, --%) | 262e / 749 (46,42 %), | 230e/ 749 (40,24 %) | 360e / 810 (37,50 %) | ---e / --- (--, --%) |

#### Écoles
- École publique de Touh'lah,
- École publique de Kontap,
- École publique de Ngnou,
- École publique de Ntchou' Ntah,
- École CEBEC de Ntchou' Ntah,

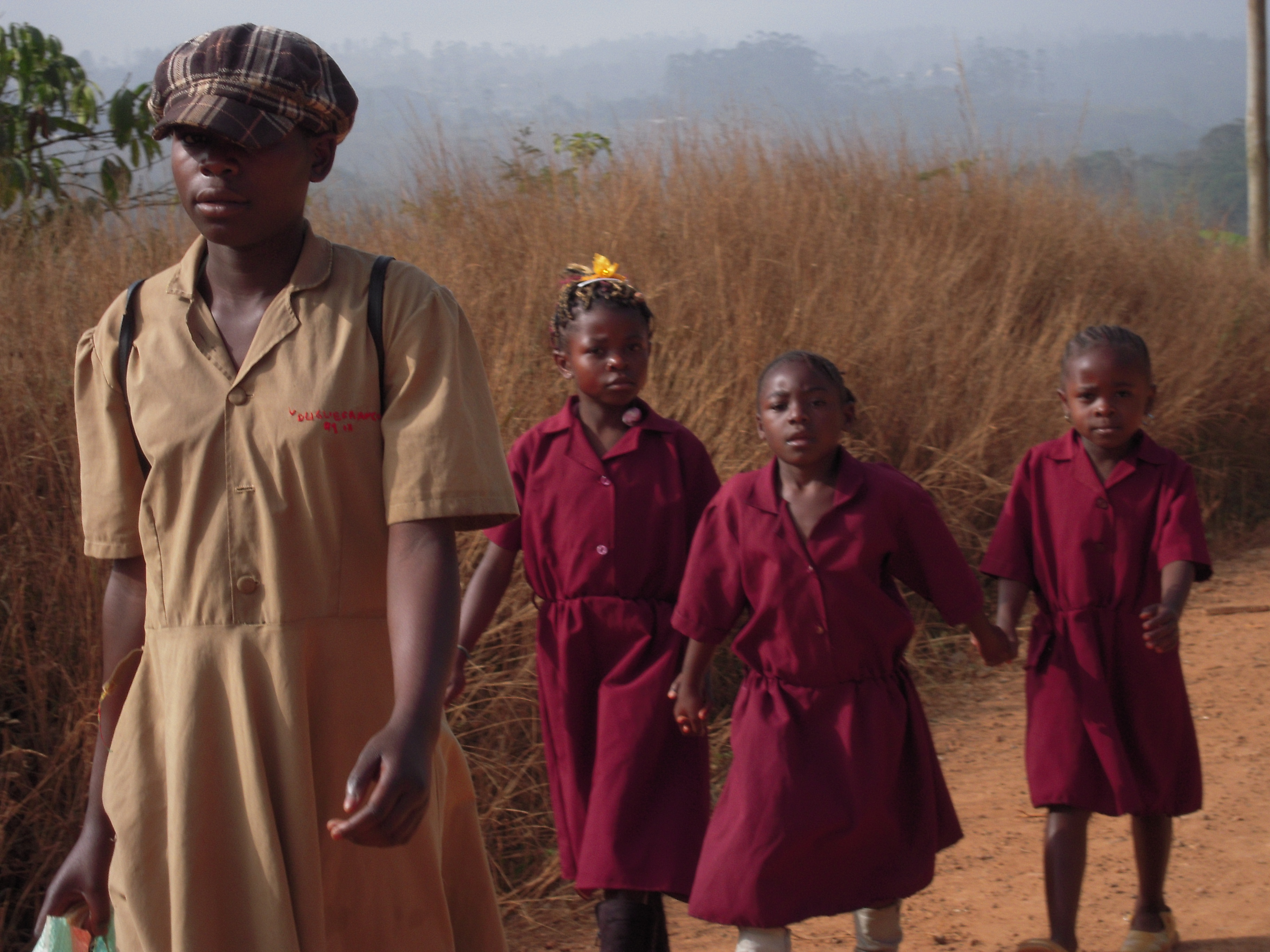
Lycéenne et écolières Bamena.

- École primaire évangélique de Louh
- École catholique de Bamena (Pozou)

#### Collèges et Lycées
- CES de Louh-Tougwe, créé en 2007 et ouvert en 2009
- Lycée Classique de Bamena, créé en 1994 et ouvert en 1994
- Lycée technique de Louh, créé en 2006 et ouvert en 2007

#### Établissements de Formation
- Ecole Privée des Sciences de la Santé MENO de Bamena, crée 2024[12]

#### Sport
Des parties de football se pratiquent régulièrement sur le terrain au milieu de l'École au centre à Ntchou'Ntah.

#### Hôpitaux
Bamena dispose de deux centre de santé  intégrés : Ntchou'Ntah et Ngnou. Le centre de santé du village répond à la volonté des Bamena d'avoir à proximité une unité de soins. Le centre de santé Intégré de Bamena assure les soins des habitants de Bamena. Les cas les plus graves sont transférés à Bangangté.

## Organisation sociale
En dehors Ntchou'Ntah au centre et au Carrefour Bangou, le long de la route nationale, où les cases sont serrées, les habitations à Bamena sont dispersées. Comme ça se fait partout en 'pays' Bamiléké. Chaque lot de terre, attribué par le chef à une famille nouvelle, est clôturé. C'est la tâche des hommes d'entretenir ces clôtures. L'activité humaine fait reculer la forêt qui ne subsiste qu'au fond des vallées, où poussent les bambous utilisés pour la construction des haies de clôture, des battants, montants et charpentes des cases. Les champs recouvrent les pentes, la terre y est maintenue par les haies et des arbres dispersés.
À la mort du père, la famille se segmente. Seul reste l'héritier désigné par le défunt pour le remplacer sur sa terre. L'aîné n'a pas plus droit qu'un autre fils à la succession. C'est à l'héritier qu'incombe le culte des crânes des ancêtres, gages de l'ancienneté du lignage, et le soin de la terre familiale (concession) qui n'est jamais divisée. Les femmes du père, qui font partie de l'héritage, continueront à cultiver la concession, à y loger, chacune dans sa case, et recevoir protection de l'héritier. Les autres frères quittent la concession pour fonder ailleurs un autre groupe de descendance. Tout comme les filles qui sont supposées rejoindre la concession de leur conjoint. Le chef, qui est maître de la terre, assigne une parcelle non cultivée ou abandonnée, vraisemblablement assez loin. Ceci n'empêche à l'héritier d'autoriser un frère, une sœur, un ami a cultiver et exploiter un lopin de terre sur sa concession. La soumission chef assure la cohésion de la vie rurale.

### Dictionnaire / Éléments de patois
Les Bamena parlent le Bamena ou la langue NDA'NDA' plus précisément.
Leur patois, le Hôh Mèh Noh ou Hoah Mèh Noh appartient à la famille des langues Bamiléké. Malgré sa proximité géographique avec Bangangté, le patois Bamena a une consonance éloignée duMe dùmba (langue de la même famille parlée par leurs voisins Bangangté).
[réf. à confirmer]
- Hêh kôh = Qu'est-ce qu'il y a ?
- Mèh kà'h tchôh = Je m'en fous
- Lâh = Le village
- Schîh = Dieu
- Tchà'h = La terre
- Nkon'nîh = L'amour (Mèh kon hou tèh = je t'aime beaucoup)
- Meùh-juîh = Femme (Être féminin) Juîh hà = Femme de moi (ma femme)
- Meùh-ban'ha = Homme (Être masculin) Ban'hà = Homme de moi (mon homme)
- Meùh(Peùh)-Nteùh = Homme(s) (Être humain)
- Nsêu'h= L'eau
- Mèh Pip / Mèh Lapse'h = OK ou Ainsi soit-il / Merci
- (Peùh)Hôh Mepông = Sois (Soyez) la bienvenue
- Ooh'hôh = Au revoir ou Bye
- Feù'h = chef du village

Voir les ressemblances et différences avec le Bandenkop et le Bangang-Fondji

### La Chefferie

#### Dynastie (s)

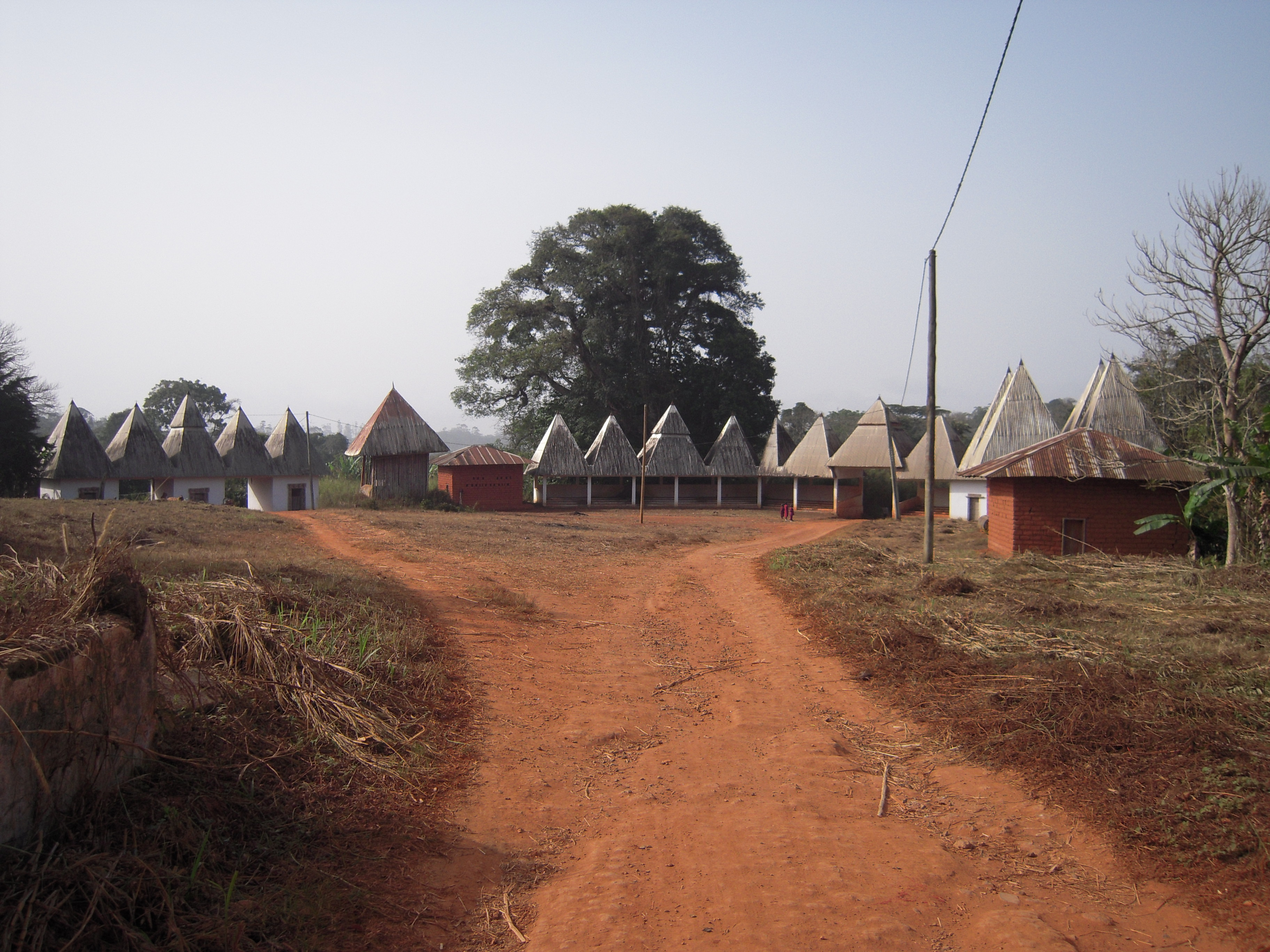
Bamena Place du Palais

Lignée des rois et des reines mères (Mèh Feuh).
| Rang | Souverain                     | Période                                                  | Reine mère   | Notes                                   |
| ---- | ----------------------------- | -------------------------------------------------------- | ------------ | --------------------------------------- |
| 1    | Ouandmegni                    |                                                          | Boubihii     |                                         |
| 2    | Kouagoung                     |                                                          | Blingoung    |                                         |
| 3    | Meufeu (Albinos)              |                                                          | Tchoutchie   |                                         |
| 4    | Ngongang I                    |                                                          | Noundo       |                                         |
| 5    | Ouandmepo (Ouandji II)        |                                                          | Mefeupokep   |                                         |
| 6    | Kombou                        |                                                          | ________     |                                         |
| 7    | Ouandguep (Ouandji III)       |                                                          | Kouasseu     |                                         |
| 8    | Toukep                        |                                                          | Djanga       |                                         |
| 9    | Ngongang II (Ngopayong)       |                                                          | Payong       |                                         |
| 10   | Ouandji Ngongang (Ouandji IV) | 1er mars 1939—7 décembre 1968 29 ans, 9 mois et 6 jours  | Kouadio      | Il est le père d'André Ngongang Ouandji |
| 11   | Nietcho Jacques               | 7 décembre 1968—9 juillet 1995 26 ans, 7 mois et 2 jours | Tchakoundieu | Il laissa 71 enfants.                   |
| 12   | Njoukwe Nietcho Alexandre     | Depuis le 9 juillet 1995 29 ans, 9 mois et 6 jours       | Mbatchou     |                                         |

#### Notables & S/chefferies
Chefferies de troisième degré et quartiers constituants Bamena
Mban'ngweuh, Chouplang, Foplouh, Lah'ngweuh, Louh et Pouh'zouh.

## Environnement, faune et flore

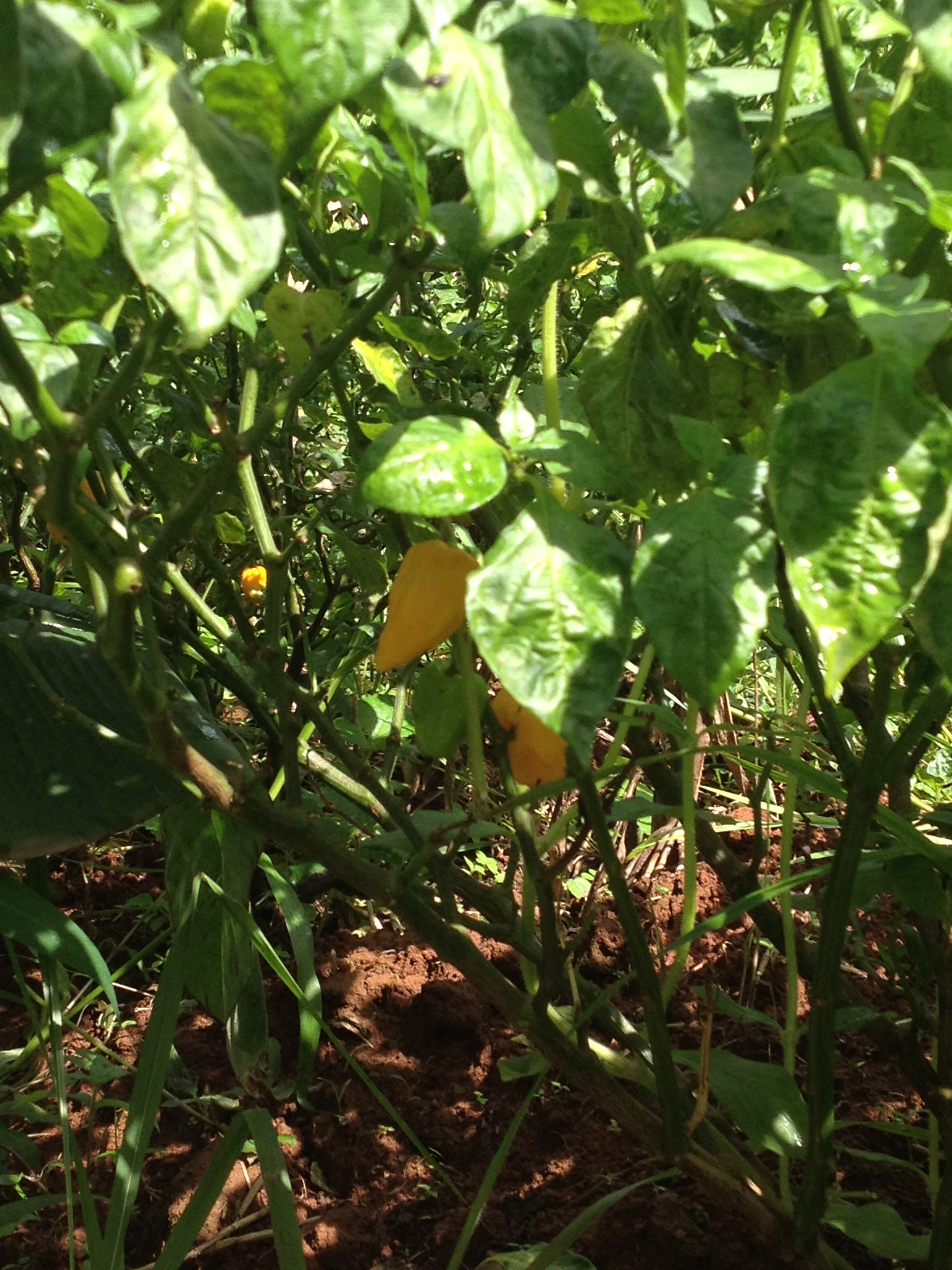
Culture du piment à Bamena.

Les sols de Bamena, moins fertiles que d'autres de la région sont couverts de savanes herbeuses, des forêts galeries sacrées des chefferies, de raphias (caractéristique de la région), formations hydrophiles, des îlots de forêts primaires, et des arbres fruitiers autour des concessions.
La forte pression démographique, les déboisements, l’abandon des bocages et la dégradation des sols expose les populations à l’insécurité alimentaire et aggrave la pauvreté. L’exploitation exagérée des raphias engendre l’érosion de la biodiversité locale : Raphia vinifera, Dacryodes edulis, Irvingia gabonensis, Ricinodendron heudelotii, Kola sp, Canarium scheinfurtii.
Un comité travaille contre la désertification et la dégradation des terres et pour des bonnes pratiques agricoles dans le village. Le replantage du raphia est motivé par ses vertus écologiques. La clémence du climat et le tropisme hydrique de ces essences qui peuplent les habitats hydromorphes des bas fonds permettent ainsi une persistance du système hydrique de la région par absorption d'eau.
Les replantages se feront sur deux sites sacrés où une case sera construite pour chaque site et servira d’abris aux touristes :
1. la forêt sacrée de Pouh seuh, et
2. le lieu sacré Kassang singulier par ses chutes d’eau et sa grotte sacrée

L’introduction d'essences médicinales comme le Pygium africanum, Sebania, Voacanga, les bois d’œuvre comme pinus serviront à la préservation de la biodiversité des sites choisis.
| Nom local | Nom scientifique            | Usage                                                | Observation       |
| --------- | --------------------------- | ---------------------------------------------------- | ----------------- |
| Fiham     | Garginia Juntata            | Fabrication de tabouret en bambou                    | Herbes            |
| Feuken    | Dracena Delis Telliana      | Sert aux cérémonies coutumières                      | Herbes (de paix)  |
| Ketcho    | Afromomun                   |                                                      |                   |
| Pie       | Persea Armerica, Gratissima | Plante fruitière                                     | Arbre avocatier   |
| Zop       | Dacrydesedudis              | Plante fruitière                                     | Arbre safoutier   |
| Theumeke  | Ecaluptus Saligna           | Charpente, chauffage poteaux électriques             | Arbre à reboiser  |
| Kieu      | Raphia Vignifera            | Produit du vin blanc + bambous construction greniers |                   |
| Neu       | Imperata Cylindrica         | Couverture de toitures                               | Plantes à rhizome |
| Tiosseu   | Curcuba                     | Produit de calebasse                                 |                   |

## Économie
Bamena fait face à un vaste exode rural, même si on estime la densité de sa population à 147 habitants au km2. L’économie du village repose sur le petit élevage, les cultures vivrières et le petit commerce; dans une espèce de marché périodique et rotatif, lieu par excellence des échanges.

### Marché
Le marché de Bamena, à proximité d’une route nationale, est un marché rural phagocyté par sa coïncidence avec le jour du marché de Bangangté et la proximité du marché permanent de Bangou.
D'après Nganso Emmanuel, Bamena de Louh 1 et socio-géographe, En pays Bamiléké, et particulièrement dans le Ndé, le grand marché traditionnel porte le nom de la Chefferie.
Ntah Leng à Balengou, ; Ntah Ze à Bazou….
Le marché traditionnel de Bamena est Ntah Louh en référence au village d’antan de Louh. Ce fut le prix à payer pour que Louh accepte de coopérer avec la coalition des autres villages, dirigée par l’un des chasseurs venu de Baloum dans la Menoua".

### Les fêtes
- Meudjiong Lah'lih

## Églises et vie religieuse
Bamena compte quelques bâtiments religieux.
- La paroisse du Centenaire de l'Église évangélique du Cameroun
- La paroisse Sainte Famille de l'Église catholique de Bamena à Ntchou'Ntah

## Tourisme, Cultures & Traditions

### Éloges et compliments
La société Bamiléké en général et Bamena en particulier se veut fortement hiérarchisée. Les civilités diverses, immuables et séculaires, y régissent la vie du groupe. Les Ndab et les titres de noblesse en constituent la quintessence.

### Les curiosités

#### Manifestations
- La danse du Nkam.
- Le congrès annuel de la CEEBC(Chaîne des Élèves et Étudiants Bamena du Cameroun).
- Le défilé du 11 février sur la route principale de Bamena.
- Le Kouh Ngang
- Le festival nzwue
- Le CIB (Congrès International Bamena) regroupant les filles et fils Bamena du Cameroun et d'ailleurs au village pendant 2 semaines.

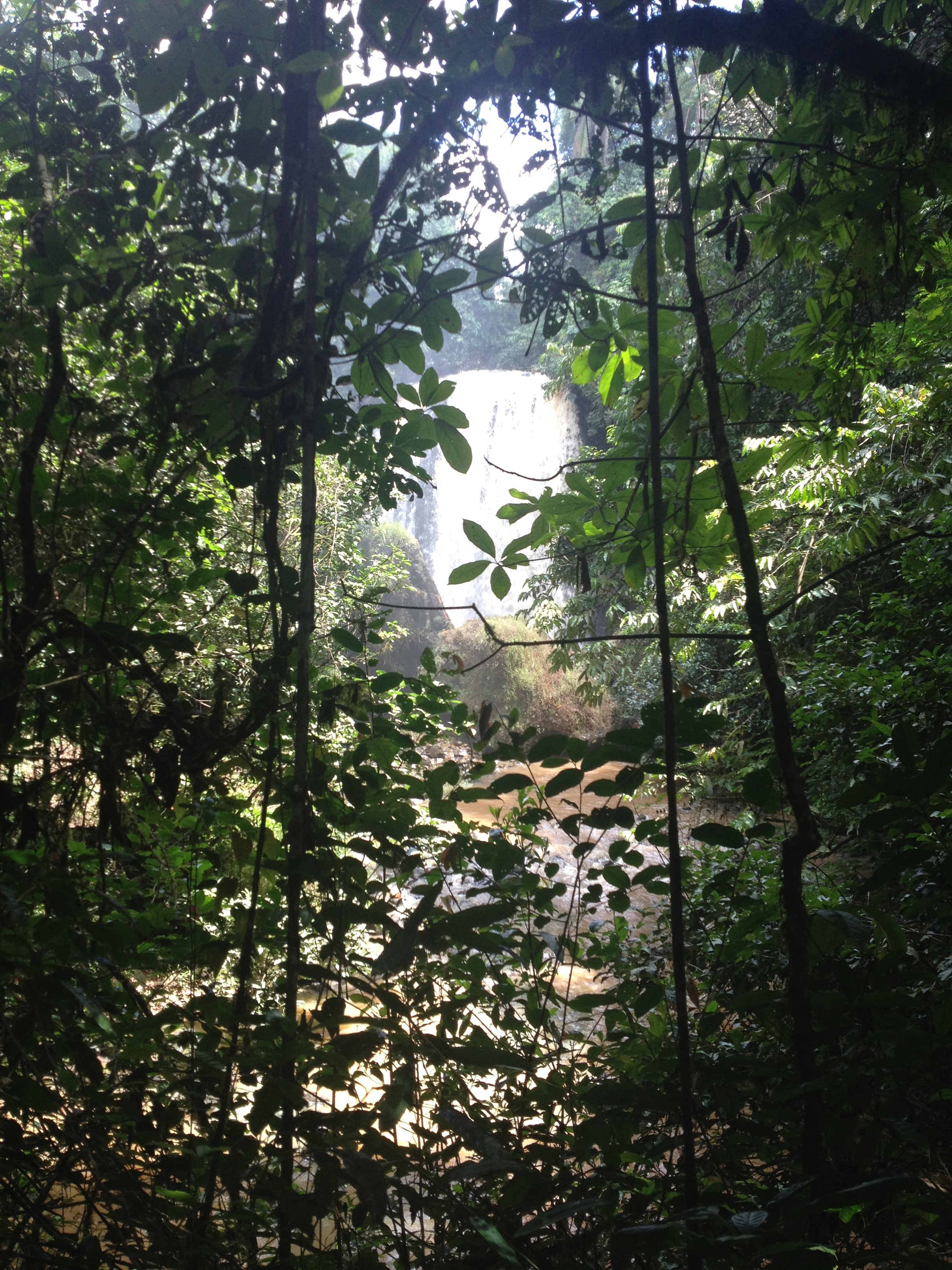
Chutes de Bamena à Mbangweuh.

#### Lieux et monuments
- La chefferie, la tribune des cérémonies et la place royale
- La place du marché
- Le centre du village et ses activités
- Le festival
- La cour de l'École
- École publique de Louh
- Chutes de Bamena
- La paroisse Sainte-Famille de l'Église catholique de Bamena à Ntchou'Ntah
- La grotte de tourbières; gigantesque pierre avec une histoire particulière du temps des maquis.
- plusieurs forêts sacrées.
- Temple du Centenaire de l'Église évangélique du Cameroun

## Personnalités liées au village
- André Ngongang Ouandji
- Patrick Fandio
- Théophile Kouamouo